# Coelichneumon penicillatus
Coelichneumon penicillatus là một loài tò vò trong họ Ichneumonidae.